# فيكتور أوغست بولان
فيكتور أوغست بولان (بالفرنسية: Victor-Auguste Poulain)‏ أو باختصار أوغست بولان هو حلواني و شوكولاتي فرنسي ولد في (11 فيفري 1825) في بونليفوا (لوار وشير) وتوفي في (30 جويلية 1918) في بلوا . أسس شوكولاتة بولان أقدم علامة تجارية بفرنسا آنذاك .
و ينحدر من عائلة ريفية في بونلوفوا. آثر والداه إدخاله إلى المدرسة بدلا من إرساله إلى العمل في الحقول الفلاحية نظرا لبنيته الضعيفة . و في سنة 1834 عند بلوغه سن التاسعة عمل بقالا في بليري، ثم في 1836 وجد عملا في بلوا ثم عمل بعد ذلك في محل بقالة كبير في باريس، وهناك اكتشف الكاكاو وبدأ يفكر بفتح محل خاص به وعمل حتى استطاع فتح أول محل بقالة له في مدينة بلوا سنة 1847 .
تزوج بولان بعد أشهر قليلة، من بولين باقولار التي كانت تساعده في عمله، وقام بتوظيف عامل واحد. وفي سنة 1848 أطلق أول علامة تجارية تحمل إسمه. ثم في سنة 1862 فتح مصنع الشوكولاتة بولان الذي جاء في موقع استراتيجي بين المحطة و قلعة بلوا، و قام بتوظيف 30 عاملا، وتمكن من إنتاج مئات الأطنان من الشوكولاتة بأنواعها المتعددة. قام ببناء قلعة صغيرة في وسط مستودعاته في سنة 1872 ليراقب الإنتاج.
في 1870 نصب مؤقتا رئيسا لبلدية بلوا أثناء الحرب الفرنسية البروسية.ثم شغر منصب مستشار عام لبلدة هيربولت (ماببن 1874 و 1886). 
خلال هذه الفترة ترك بولان العمل بشكل مؤقت في مصنع الشوكولاتة ثم تركه بعدها بشكل نهائي وأوكله إلى إبنه ألبرت بولان سنة 1880 . 
توفي في 1918 جويلية بعد أن شهد بيع مصنعه الذي تعرض لحريق كبير .